# Коржевский (Красноармейский район)
Коржевский — хутор в Красноармейском районе Краснодарского края.
Входит в состав Трудобеликовского сельского поселения.

## География

### Улицы
- пер. Кубанский,
- ул. Выгонная,
- ул. Краснодарская,
- ул. Кубанская,
- ул. Набережная,
- ул. Степная.

## Население
| 2002 | 2010 |
| ---- | ---- |
| 250  | ↗300 |